# Mehdi Frashëri
Pour les articles homonymes, voir Frashëri.
Mehdi Bey Frashëri (né le 28 février 1872 dans le village de Frashër, mort le 25 mai 1963 à Rome, Italie), était un homme politique albanais.
Membre d'une famille influente, haut fonctionnaire sous l'Empire ottoman, il fut plusieurs fois ministre dans les années 1920, et Premier ministre du roi Zog Ier de 1935 à 1936. En 1943, afin de lutter contre la mainmise des communistes albanais sur les mouvements de résistance, il prend la tête du Haut conseil de régence mis en place par l'Allemagne nazie pour assurer le gouvernement du royaume d'Albanie occupé.